# Isognomon recognitus
Isognomon recognitus is een tweekleppigensoort uit de familie van de Pteriidae. De wetenschappelijke naam van de soort is voor het eerst geldig gepubliceerd in 1895 door Mabille.